# Mandama
 (octobre 2016).
Si vous disposez d'ouvrages ou d'articles de référence ou si vous connaissez des sites web de qualité traitant du thème abordé ici, merci de compléter l'article en donnant les références utiles à sa vérifiabilité et en les liant à la section « Notes et références ».
Mandama est une localité de l'arrondissement (commune) de Mayo-Oulo au Nord du Cameroun, située à une quarantaine de kilomètres de ce dernier.
Entouré de part et d'autre de montagnes, le village se trouve dans une vallée où cohabitent plusieurs groupes ethniques. Il y règne un climat soudanien à tendance sèche avec deux saisons tout au long de l'année : une saison pluvieuse de 4 à 5 mois et une saison sèche de longue durée atteignant parfois sept mois. La végétation prédominante est la savane arbustive et herbeuse, mais avec la sahélisation, les steppes prennent de plus en plus place. Le village est peuplé majoritairement des Daba.

## Population
Lors du recensement de 2005, 2 560 personnes y ont été dénombrées. Par ailleurs, l'explosion démographique et les crises transfrontalières ont contribué à l'accroissement de la population. Jusqu'à date, la population totale peut être estimée à 7 000 habitants. Il se pose cependant un certain nombre de problèmes qui méritent d'être pris en considération par les municipalités. Notamment la gestion des terres (qui à la longue peut être source de conflits entre agriculteurs, éleveurs et autres), l'urbanisation (lotir les terrains), la détermination de champs de prière (ce qui existe s'est vu étouffer par les constructions tout au tour et du coup l'espace est réduit).
L'hospitalité est la marque déposée des populations de Mandama. Tout visiteur ne tari pas d'éloges envers les habitants du village. À Mandama vous êtes « chez vous chez nous ».

## Infrastructures
La localité est dotée d'un lycée bilingue qui accueille les élèves de la 6e jusqu'à en Terminale et d'un lycée technique. Il existe également une SAR/SM entendu Section Artisanale Rurale et Section Ménagère, un Télé centre Communautaire Polyvalent ; un poste de police et de gendarmerie permettant d'assurer la sécurité de la population et des villages environnants, un poste agricole, un poste d'élevage, un centre de santé intégré qui assure la couverture sanitaire. Le village est électrifié depuis 2013, ce qui a permis la multiplication d'activités économiques. Le village est confronté au problème de manque d'eau. Il existe sept forages et deux châteaux. Malgré cela, en période sèche (mars-avril), la difficulté en eau surtout potable est accentuée. L'adduction en eau du village pourrait être une solution idoine. Le village est relié au chef lieu d'arrondissement par une route secondaire dont l'entretien est quasi inexistant. En saison de pluie, les usagers livrent une énorme bataille pour voyager ce qui les causent parfois des préjudices. À Mandama, on note la présence des opérateurs de téléphonie mobile (Orange, MTN et Nexttel). La connexion 3G+ est fluide et il existe aussi le Wi-Fi dans les structures publiques. Les jeunes ne manquent de rien car ils peuvent surfer 24/24.
Sur le plan sportif, il existe deux grand stades de football permettant à la population de livrer plusieurs rencontres. Le dynamisme des élites du village à œuvrer sans relâche au rayonnement du sport en général et du football en particulier a fait connaître les prouesses des jeunes footballeurs du village au-delà de ses frontières. Deux associations sportives existent dans le village notamment FC CICAM et FC KAFALAY. Elles livrent chaque mois des rencontres amicales avec les villages environnants par le soutien sans relâche des élites et des présidents de ces associations sportives. Les pépites les plus connus sont M. Tangavami Lualua, SOULEYMANOU Bello(Messi), Marcelo, M. Mamouda, Medar, Abassi, Kourma, Moktar, Ali, Harouna korbi, Souaïbou Bello aliace Stéphane Mbia, avec leurs illustre coach SOULEYMANOU Alim.